# Souvigné (Indre-et-Loire)
Souvigné település Franciaországban, Indre-et-Loire megyében. Lakosainak száma 932 fő (2022. január 1.). Souvigné Ambillou, Brèches, Château-la-Vallière, Cléré-les-Pins, Couesmes, Courcelles-de-Touraine és Sonzay községekkel határos.

## Népesség
A település népessége az elmúlt években az alábbi módon változott:
| Lakosok száma | 622  | 540  | 527  | 686  | 815  | 833  | 840  | 874  | 897  | 932  |
|               | 1968 | 1982 | 1990 | 2006 | 2013 | 2015 | 2017 | 2019 | 2020 | 2022 |